# Вентура Руїс Агілера
Вентура Руїс Агілера (ісп. Ventura Ruiz Aguilera; 2 листопада 1820 — 1 липня 1881, Мадрид) — іспанський поет, журналіст, видавець.

## Біографія
Народився в Саламанці, де пізніше вивчав медицину, але з 1843 цілком присвятив себе поезії та журналістиці в Мадриді. Як у власних газетах, так і в статтях, поміщених в інших газетах, відрізнявся сміливістю і їдкою сатирою. Також в своїх віршах, озаглавлених «Ecos Nacionales» (1849) і сатирах (Satyras), він закликав іспанський народ до повстань, в яких і сам не раз брав участь зі зброєю в руках.
При ліберальних міністерствах відправляв різні адміністративні обов'язки.